# Maria Krych

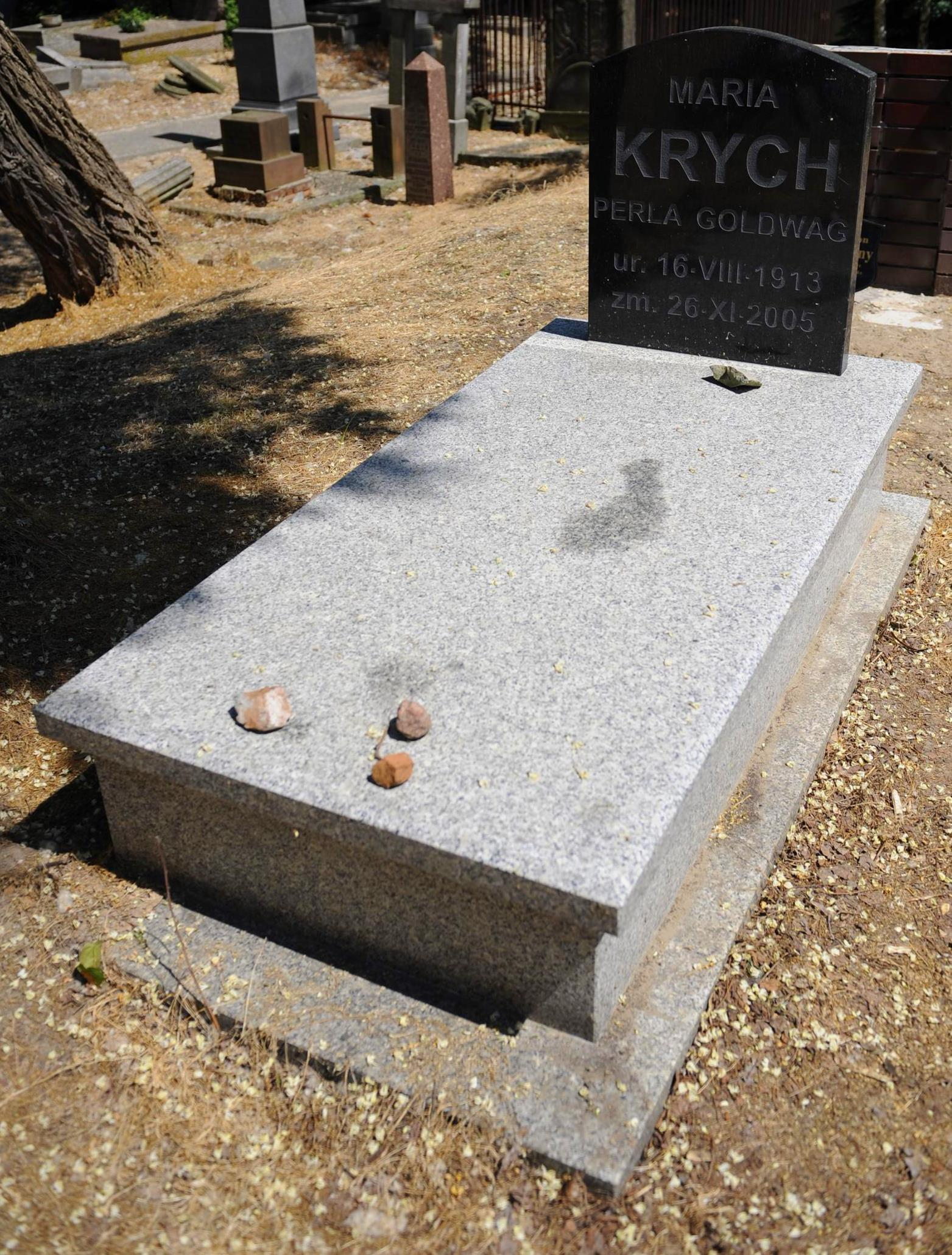
Grób Marii Krych na cmentarzu żydowskim przy ulicy Okopowej w Warszawie

Maria Krych urodzona jako Perla Goldwag (ur. 16 sierpnia 1913 w Zamościu, zm. 26 listopada 2005 w Warszawie) – polska historyczka i tłumaczka literatury hebrajskiej i jidysz żydowskiego pochodzenia.

## Życiorys
Córka Józefa i Ajdli. Rodzice oraz brat Bernard zginęli w Holokauście. 
W okresie II Rzeczypospolitej działała w Komunistycznej Partii Polski. 
W czasie II wojny światowej mieszkała w getcie warszawskim, z którego zbiegła, przyłączając się do partyzantki na Lubelszczyźnie. 
W okresie PRL związana z Zakładem Historii Partii przy KC PZPR, zajmowała się historią komunistycznego ruchu robotniczego. Przetłumaczyła m.in. książkę G. Glezermana O likwidacji klas wyzyskujących i przezwyciężeniu różnic klasowych w ZSRR (1952). Po 1989 r. poświęciła się tłumaczeniom literatury jidysz i hebrajskiej – do jej najbardziej znanych tłumaczeń należał przekład z języka hebrajskiego książki Zagłada i powstanie (1999) Cywii Lubetkin oraz z języka jidysz książek Rodzina Karnowskich (1992) oraz Bracia Aszkenazy (1998) Izraela Joszuy Singera.
Została pochowana na cmentarzu żydowskim przy ulicy Okopowej w Warszawie (kwatera 2).

## Życie prywatne
Jej mężem był Henryk Krych (zm. 1990).

## Wybrane publikacje
- (przekład) G. Glezerman, O likwidacji klas wyzyskujących i przezwyciężeniu różnic klasowych w ZSRR, tł. Eugeniusz Kuszko, Maria Krych, Warszawa: „Książka i Wiedza” 1952.
- Polska prasa rewolucyjna 1918-1939 : katalog, Warszawa: Zakł. Historii Partii przy KC PZPR 1965.
- (przekład) I. J. Singer, Rodzina Karnowskich, przeł. Maria Krych; wstępem opatrzyła Eugenia Prokop-Janiec, Wrocław: Wydawnictwo Dolnośląskie 1992.
- (przekład) Izrael Joszua Singer Bracia Aszkenazy, przeł. Maria Krych; wstępem opatrzyła Eugenia Prokop-Janiec, Wrocław: Wydawnictwo Dolnośląskie 1998.
- (przekład) Cywia Lubetkin, Zagłada i powstanie, przeł. Maria Krych, Warszawa: „Książka i Wiedza” 1999.